# Кльосов Леонід Мусійович
Кльосов Леонід Мусійович (18 жовтня 1930 року, Возсіятське, Єланецький район Миколаївська область — 4 листопада 2003 року, Баштанка, Миколаївська область) — краєзнавець, музейник, поет, громадський діяч.

## Біографія
Народився в селянській багатодітній сім'ї Мусія Петровича Кльосова та Ганни Феофанівни Ришкової.
До війни навчався в Маловозсіятській навчальній школі.
З кінця 1944 року, з п'ятого класу  Малоукраїнської СШ пішов на навчання до школи ФЗУ № 10 в місті Миколаєві.  По його закінченні 1945 року працював на відбудові залізничних об'єктів м. Синельнікове. В кінці того ж року повернувся в своє село, влаштувався у колгоспі чабаном, був обраний комсоргом колгоспу. Як згадує сам Леонід Мусійович: «дивлячись на несправедливість з боку керівництва колгоспу по відношенні до односельців в час голоду та пам'ятаючи хто був хто в роки війни, комсомольці поставили викриваючу п'єсу. З цього і почалися гоніння на комсорга Леоніда, заведено сфабриковану справу по факту крадіжки кількох мішків жита та борошна. Тож після виїзного судового засідання отримав 15 років виправних таборів і 5 років позбавлення прав — відкайловував на автотрасі майбутнього БАМу та працював на заводі на станції Хурмулі. По смерті Сталіна 1953 року, ув'язненому Амурлагу та іншим строк перебування вкоротили вдвічі, тож відбув шість з половиною років».
З 1955 року проживав в місті Баштанка Миколаївської області.
1958—1961 рр. — працював вчителем праці в Баштанській восьмирічній школі.
1968—1971 рр. — майстер виробничого навчання Баштанського ПТУ-9.
Потім два роки працював кореспондентом в Баштанській районній газеті «Шляхом Леніна».

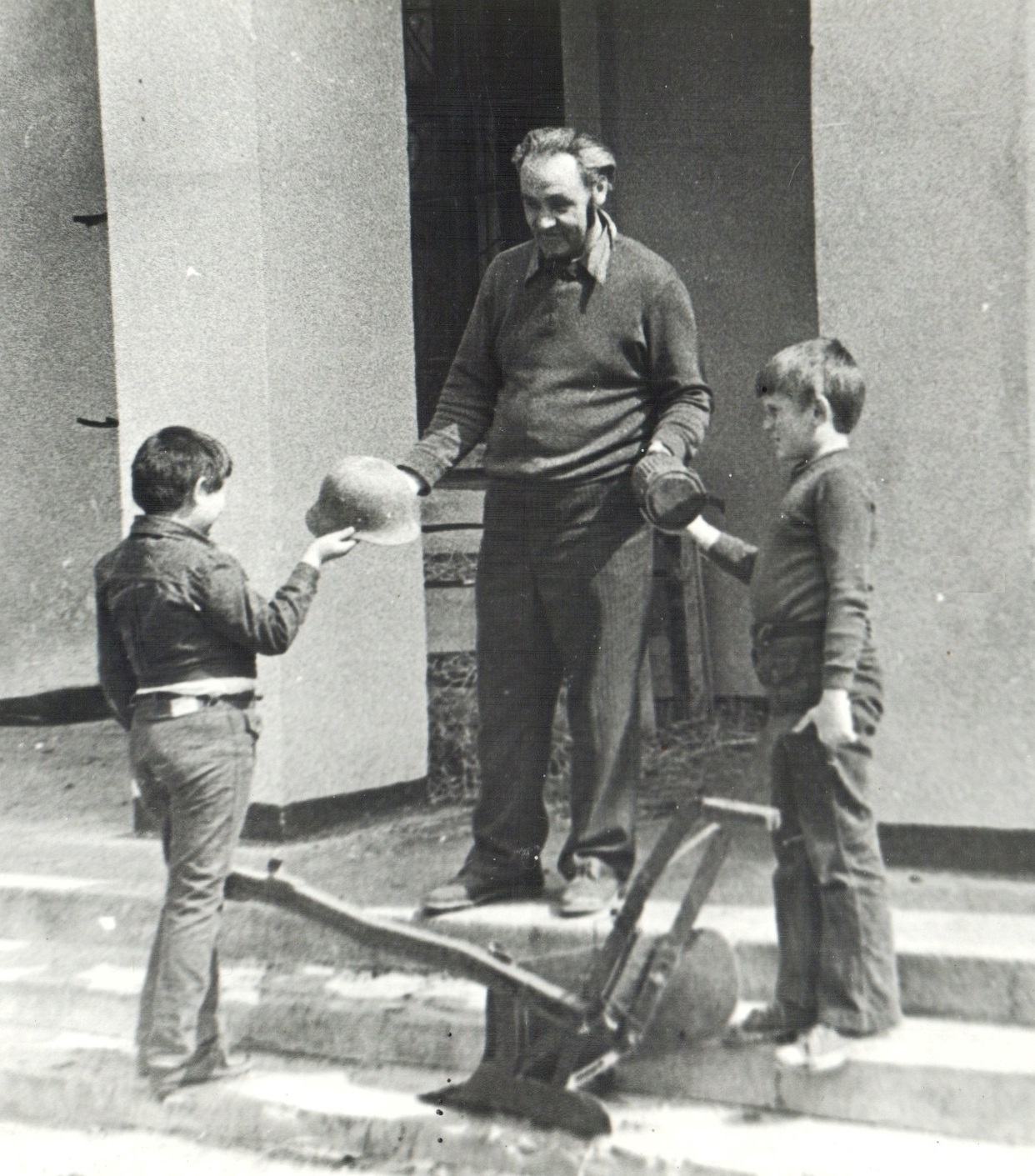
Директор Баштанського краєзнавого музею Леонід Кльосов приймає від школярів нові експонати. 1977 рік

1974 року коли постало питання про створення на базі Баштанського селищного музею вже Баштанського районного історико-краєзнавчого музею (нині Баштанський краєзнавчий музей) Леоніда Мусійовича було призначено його директором (пропрацював до 1990 року). Ці роки життя віддавалися краєзнавчій роботі, пошуку експонатів, популяризації музейної справи. З його ініціативи з 1987 року в стінах Баштанського народного краєзнавчого музею розпочав діяльність фольклорний ансамбль «Бабусина пісня» під художнім керуванням Галини Іванівни Ніколаєнко. Того ж року виступив ініціатором створення літературного об'єднання «Веселий баштан».
До 70-річчя Баштанської республіки на шпальтах районної газети «Шляхом Леніна» впродовж 1989 року виходить краєзнавчий нарис «Витоки» — краєзнавча розвідка про людей та події на Баштанщині, що відображенні в експозиції та експонатах музею.
З 1990 року вийшов на пенсію, працював над поетичними збірками. На кошти автора та спонсорів вийшло всього три збірки: «Біля храму каяття» (2000 р.), «Час юрби» (2001 р.), «Веселка у долонях» (2002 р.). Мав надію на видання інших своїх збірок поетичних творів, серед них: «Шлюб з тайгою», «Амурський зошит» та драматичних творів «Фатою рану перев'язала» (про Баштанське повстання 1919 року).
Товаришував з Валерієм Бойченком, Дмитро Кремінь, Сергієм Костко, Олексієм Ластовецьким, Олександром Басенком.
За політичними переконаннями Л. Кльосов був націонал-патріотом. Спершу входив до місцевого осередку Конгресу українських націоналістів, згодом до Народний Рух.
Помер 4 листопада 2003 року. Похований у м.Баштанка на новому кладовищі.

## Публікації
- Кльосов Л. Яку вам пісню співала бабуся? // Шляхом Леніна. — № 32 (7865). — від 14 березня 1987 року.
- Кльосов Л. Витоки. Історичний нарис. До 70-річчя Баштанської республіки // Шляхом Леніна. — 16 березня — 25 травня 1989 року.
- Кльосов Л. Біля храму каяття. Вірші різних років, поема — Новий Буг: Видавництво Новобузької районної газети «Вперед», 2000 — 52 с.
- Кльосов Л. Час юрби. Вірші поема та вінок сонетів. — Новий Буг: Видавництво Новобузької районної газети «Вперед», 2001 — 72 с.
- Кльосов Л. Веселка в долонях. Вірші, співаночки, казки для дітей. — Новий Буг: Видавництво Новобузької районної газети «Вперед», 2002 — 68 с.